# Heliconia bella
Heliconia bella är en enhjärtbladig växtart som beskrevs av Walter John Emil Kress. Heliconia bella ingår i släktet Heliconia och familjen Heliconiaceae. Inga underarter finns listade.